# Las Californias

Les Califòrnies.

Las Californias era una de les divisions administratives del virregnat de la Nova Espanya. Estava format per 2 províncies majors, que abastaven la província de Vella Califòrnia, els actuals estats mexicans de Baixa Califòrnia i Baixa Califòrnia Sud, i també per la província de Nova Califòrnia, els actuals estats estatunidencs de Califòrnia, Nevada, Arizona i Utah.
A pesar dels intents d'Hernán Cortés per a establir en 1535 un govern en la zona nomenant un alcalde major en Santa Cruz, i del nomenament de Sebastián Vizcaíno com a governador de les Califòrnies en 1598, la península va quedar al principi sense colonitzar. Durant el període de 1642 a 1689 va estar unida a la jurisdicció de Sinaloa, en Nova Biscaia. Judicialment pertanyia a l'Audiència de Guadalajara. En l'aspecte militar de 1697 a 1767 va estar subordinada directament al virrei. On el primer Governador nomenat pel virrei, va ser Gaspar de Portolà, que va arribar a la província de Loreto a final de l'any 1767. Però al següent any, la península va ser dividida en 2 departaments, Nord i Sud. I entre 1788 a 1794, les Califòrnies van ser adjuntades a la Comandància General de les Províncies Internes. En aquest moment, Monterrey es va convertir en la capital de la Vella Califòrnia o Baixa Califòrnia i Nova Califòrnia o Alta Califòrnia.